# Charaxes kenyensis
Charaxes kenyensis är en fjärilsart som beskrevs av James John Joicey och Talbot 1925. Charaxes kenyensis ingår i släktet Charaxes och familjen praktfjärilar. Inga underarter finns listade.